# Scott Atran
Scott Atran (né le 6 février 1952 à New York aux États-Unis) est un anthropologue franco-américain et directeur de recherche émérite en anthropologie au Centre National de la Recherche Scientifique à Paris, cofondateur du Centre for the Resolution of Intractable Conflict à l'université d'Oxford, professeur adjoint à l'université du Michigan, et directeur de recherche de Artis International. Il est membre de l'Académie nationale des sciences des États-Unis.

## Éducation
Scott Atran obtient son PhD en anthropologie de l'Université Columbia. Encore étudiant il devient l’assistant de Margaret Mead au muséum américain d'histoire naturelle.

## Carrière
En 1974, Scott Atran est à l'origine d'un débat tenu à l'abbaye de Royaumont sur la nature des universaux dans la pensée humaine et la société.
Ce débat auquel participent Noam Chomsky, Jean Piaget, Gregory Bateson, Claude Lévi-Strauss, François Jacob, Jacques Monod est considéré par Howard Gardner entre autres comme une étape importante du développement des sciences cognitives.
Scott Atran a mené des expériences sur les façons dont les scientifiques et les personnes ordinaires catégorisent et raisonnent à propos de la nature,,
sur la psychologie cognitive et la psychologie évolutionniste de la religion,,,.
Ses travaux ont été largement publiés internationalement dans la presse populaire et dans des revues scientifiques dans diverses disciplines.
Il a informé les membres du Congrès des États-Unis et le personnel du Conseil national de sécurité des États-Unis à la Maison Blanche sur L'acteur dévoué comparé à l'acteur rationnel dans la gestion des conflits du monde sur l'anatomie comparée et l'évolution du réseau global terroriste  et sur les passerelles avec l'extrémisme violent.
Il critique dès ses débuts l'intervention américaine en Irak et le renforcement des forces militaires en Afghanistan.
Atran a également été un fervent adversaire des politiques visant à éliminer le financement public des sciences sociales, en faisant valoir qu'il est essentiel à l'intérêt national, dans les domaines de l'innovation, de la sécurité informatique, de la technologie, de la médecine et de la défense.

## Recherche sur la négociation lors des conflits
Scott Atran a publié des résultats de recherches sur les limites du choix rationnel dans les conflits politiques et culturels,,,,.En avril 2015, il est devenu le premier anthropologue à prendre la parole lors d'une réunion ministérielle du Conseil de sécurité des Nations unies, se penchant sur ce qui motive les "acteurs dévoués" (plutôt que des acteurs strictement rationnels) dans le contexte de "Jeunesse, Paix, et sécurité."

## Recherche sur le terrorisme
Il étudie et écrit sur le terrorisme, la violence et la religion.
Il a réalisé des études de terrain avec des terroristes et des fondamentalistes islamistes, et des personnalités politiques.

En ce qui concerne l'analyse par Scott Atran de l'État islamique comme un mouvement révolutionnaire d'échelle mondiale, le New York Times écrit : 

« Cet essai remarquable, persuasif et effrayant d'un anthropologue parisien combine ses recherches parmi les jeunes mécontents avec des rapprochements disparates avec Hitler, Burke, Darwin et Hobbes, ainsi que l'observation attentive de l'évolution de l’État islamique en un « archipel Djihadiste mondial ». Il fait valoir que nous rejetons ISIS à nos risques et périls, et qu'en fait, nous faisons beaucoup pour promouvoir sa croissance.
Certaines de ses conclusions historiques seront controversées, mais c'est la côté le plus profond et le plus utile de l'intellectualisme français.
Voici une anecdote révélatrice : lorsque Charlie Chaplin et le cinéaste français René Clair ont regardé Le Triomphe de la volonté (1935) de Leni Riefenstahl, Charlie Chaplin rit, mais Clair est frappé de terreur, craignant que, si elle était montrée à un large public alors tout pourrait être perdu dans l'Ouest. »

### Monographies
- Fondements de l'histoire naturelle : pour une anthropologie de la science, Bruxelles, éditions Complexe, 1986, 244 p. (ISBN 2-87027-180-8)[32]
- (en) Cognitive Foundations of Natural History : Towards an Anthropology of Science, Cambridge University Press, 1993, 360 p. (ISBN 978-0-521-43871-1, lire en ligne)[33]
- (en) In Gods We Trust : The Evolutionary Landscape of Religion, Oxford University Press, 2002, 400 p. (ISBN 978-0-19-803405-6, lire en ligne)[34]Publié en français sous le titre Au nom du Seigneur
- Au nom du Seigneur : La religion au crible de l'évolution (trad. de l'anglais), Paris, Odile Jacob, coll. « sciences humaines », 2009, 423 p. (ISBN 978-2-7381-2050-2, lire en ligne)[35]
- (en) Talking to the Enemy : Violent Extremism, Sacred Values, and What it Means to Be Human, Penguin, 2011, 558 p. (ISBN 978-0-241-95176-7 et 0-241-95176-3)[36]
- L'Etat islamique est une révolution (trad. de l'anglais), Paris, Liens qui libèrent, 2016, 96 p. (ISBN 979-10-209-0398-3)[37]

### Éditeur ou coauteur
- Histoire du concept d’espèce dans les sciences de la vie, ed. (1987)
- (en) Douglas Medin et Scott Atran, Folkbiology, The MIT Press, 1999, 514 p. (ISBN 978-0-262-63192-1, lire en ligne)
- (en) Scott Atran, Ximena Lois et Edilberto Ucan, Plants of the Peten Itza Maya : Plantas de Los Maya Itza' Del Petén, Université du Michigan, 2003, 248 p. (ISBN 978-0-915703-56-2)
- (en) Scott Atran et Douglas Medin, The Native Mind and the Cultural Construction of Nature, Cambridge, Mass., Bradford, 2010, 344 p. (ISBN 978-0-262-51408-8)
- (en) Scott Atran, Oscar Vilarroya, Arcadi Navarro, Kevin Ochsner, Adolf Tobena, Values, Empathy, and Fairness Across Social Barriers, Annals of the New York Academy of Sciences, Wiley-Blackwell, 2009, 352 p. (ISBN 978-1-57331-760-3, lire en ligne)

### Contributions
- « Devoted actors in an age of rage: social sciences on the ISIS Front Line and elsewhere » in (en) Richard A. Burridge et Jonathan Sacks, Confronting Religious Violence : A counternarrative, Baylor University Press, 2018, 312 p. (ISBN 978-1-4813-0895-3), p. 103 – 130
- « Valeurs sacrées » in Gloria Origgi (dir.), Passions sociales, Paris, PUF, 2019.

### Articles (sélection)
- « Avons-nous besoin de religion ? », Cerveau&Psycho no 103, septembre 2018 [lire en ligne].

## Autres auteurs
- (en) M. Stausberg (ed.), Contemporary Theories of Religion : A Critical Companion, Routledge, 2009
- (en) Scott Atran et Ara Norenzayan, Religion's Evolutionary Landscape : Counterintuition, commitment, compassion, communion, vol. 27, BEHAVIORAL AND BRAIN SCIENCES, 2004 (lire en ligne), p. 713 – 770
- (en) Howard Gardner, Art, Mind, and Brain : A Cognitive Approach to Creativity, New York, Basic Books, 1982, 400 p. (ISBN 978-0-465-00444-7 et 978-0465004454)